# Bartlett (New Hampshire)
Bartlett è un comune degli Stati Uniti d'America facente parte della contea di Carroll nello stato del New Hampshire.
Prende il nome da Josiah Bartlett, uno dei Padri fondatori degli Stati Uniti d'America, firmatario della Dichiarazione d'indipendenza e degli Articoli della Confederazione, primo governatore del New Hampshire e giudice associato alla Corte Suprema del New Hampshire.